# Championnat du monde de Formule 1 1961
Navigation
1960 1962
Le championnat du monde de Formule 1 1961 a été remporté par l'Américain Phil Hill sur une Ferrari. La Scuderia Ferrari remporte le championnat du monde des constructeurs.

## Règlement sportif
- Seuls les cinq meilleurs résultats sont retenus.
- L'attribution des points s'effectue selon le barème 9, 6, 4, 3, 2, 1.

Deuxième changement en deux ans pour le barème de points : afin de valoriser le panache, le gain de la victoire est porté à 9 points.

## Règlement technique
- Moteurs atmosphériques de 1 500 cm³
- Moteurs suralimentés interdits

## Principaux engagés
La Formule 1 est bouleversée en 1961 par l'introduction d'une nouvelle réglementation technique destinée à diminuer les performances. Les moteurs de 2,5 litres (en place depuis 1954) cèdent la place aux 1,5 litre, ainsi, comme en 1953, la F1 adopte la réglementation de la F2. Officialisée depuis 1958, cette réglementation a été vigoureusement combattue par les concurrents, notamment Britanniques qui jusqu'au bout ont cru infléchir la position de la CSI et ne se sont pas préparés en conséquence. 
Plus pragmatique et s'étant résolue plus rapidement que ses adversaires britanniques à cette nouvelle réglementation, la Scuderia Ferrari semble la mieux préparée pour aborder la saison, préparation d'autant plus aisée qu'elle bénéficie de son expérience de la cylindrée 1 500 cm³. Son trio de pilote composé de Phil Hill, Wolfgang von Trips et Richie Ginther fait donc figure de favori. 
Dominatrices en 1960, les Cooper et les Lotus sont au contraire affaiblies par le nouveau règlement, la firme Coventry Climax ayant du concevoir un nouveau moteur dans de brefs délais. Cooper conserve son duo composé de Jack Brabham et de Bruce McLaren tandis que chez Lotus, le prometteur Jim Clark a été titularisé aux côtés de Innes Ireland. Stirling Moss bénéficiera également d'une Lotus engagée par l'écurie privée de Rob Walker. Si l'équipe officielle engage la nouvelle Lotus 21, Moss doit se contenter de la vieille Lotus 18. 
BRM, dans l'incapacité de concevoir un bloc conforme au nouveau règlement s'est tourné également vers Coventry Climax et aligne Graham Hill et Tony Brooks qui remplace Bonnier. 
L'écurie Porsche, présente avec brio en F2, fait son arrivée en F1 en mettant à profit le nouveau règlement pour franchir le pas. Dan Gurney et Joakim Bonnier en sont les pilotes.
Liste complète des écuries et pilotes ayant couru dans le championnat 1961 de Formule 1 organisé par la FIA.
| Écurie                                | Constructeur     | Châssis         | Moteur                                                                 | Pneus | Pilotes                 | Courses     |
| ------------------------------------- | ---------------- | --------------- | ---------------------------------------------------------------------- | ----- | ----------------------- | ----------- |
| Porsche System Engineering Porsche KG | Porsche          | 787 718         | Porsche 547/3 1.5 Flat-4                                               | D     | Joakim Bonnier          | Toutes      |
| Porsche System Engineering Porsche KG | Porsche          | 787 718         | Porsche 547/3 1.5 Flat-4                                               | D     | Dan Gurney              | Toutes      |
| Porsche System Engineering Porsche KG | Porsche          | 787 718         | Porsche 547/3 1.5 Flat-4                                               | D     | Hans Herrmann           | 1, 6        |
| Scuderia Colonia                      | Lotus            | 18              | Climax FPF 1.5 L4                                                      | D     | Michael May             | 1, 4, 6     |
| Scuderia Colonia                      | Lotus            | 18              | Climax FPF 1.5 L4                                                      | D     | Wolfgang Seidel         | 3, 5-7      |
| Écurie nationale belge                | Emeryson Lotus   | 61 18           | Maserati 6-1500 1.5 L4 Climax FPF 1.5 L4                               | D     | Lucien Bianchi          | 1, 3        |
| Écurie nationale belge                | Emeryson Lotus   | 61 18           | Maserati 6-1500 1.5 L4 Climax FPF 1.5 L4                               | D     | Olivier Gendebien       | 1           |
| Écurie nationale belge                | Emeryson Lotus   | 61 18           | Maserati 6-1500 1.5 L4 Climax FPF 1.5 L4                               | D     | Willy Mairesse          | 3           |
| Écurie nationale belge                | Emeryson Lotus   | 61 18           | Maserati 6-1500 1.5 L4 Climax FPF 1.5 L4                               | D     | André Pilette           | 7           |
| Camoradi International                | Cooper Lotus     | T53 18          | Climax FPF 1.5 L4                                                      | D     | Masten Gregory          | 1-5         |
| Camoradi International                | Cooper Lotus     | T53 18          | Climax FPF 1.5 L4                                                      | D     | Ian Burgess             | 2-6         |
| Owen Racing Organisation              | BRM              | P48/57          | Climax FPF 1.5 L4                                                      | D     | Tony Brooks             | Toutes      |
| Owen Racing Organisation              | BRM              | P48/57          | Climax FPF 1.5 L4                                                      | D     | Graham Hill             | Toutes      |
| Rob Walker Racing Team                | Lotus Ferguson   | 18 18-21 21 P99 | Climax FPF 1.5 L4                                                      | D     | Stirling Moss           | Toutes      |
| Rob Walker Racing Team                | Lotus Ferguson   | 18 18-21 21 P99 | Climax FPF 1.5 L4                                                      | D     | Jack Fairman            | 5           |
| Yeoman Credit Racing Team             | Cooper           | T53             | Climax FPF 1.5 L4                                                      | D     | John Surtees            | Toutes      |
| Yeoman Credit Racing Team             | Cooper           | T53             | Climax FPF 1.5 L4                                                      | D     | Roy Salvadori           | 4-8         |
| Cooper Car Company                    | Cooper           | T55 T58         | Climax FPF 1.5 L4 Climax FWMV 1.5 V8                                   | D     | Jack Brabham            | Toutes      |
| Cooper Car Company                    | Cooper           | T55 T58         | Climax FPF 1.5 L4 Climax FWMV 1.5 V8                                   | D     | Bruce McLaren           | Toutes      |
| Team Lotus                            | Lotus            | 21 18 18-21     | Climax FPF 1.5 L4                                                      | D     | Jim Clark               | Toutes      |
| Team Lotus                            | Lotus            | 21 18 18-21     | Climax FPF 1.5 L4                                                      | D     | Innes Ireland           | 1, 3-8      |
| Team Lotus                            | Lotus            | 21 18 18-21     | Climax FPF 1.5 L4                                                      | D     | Trevor Taylor           | 2           |
| Team Lotus                            | Lotus            | 21 18 18-21     | Climax FPF 1.5 L4                                                      | D     | Willy Mairesse          | 4           |
| UDT Laystall Racing Team              | Lotus            | 18 18-21        | Climax FPF 1.5 L4                                                      | D     | Cliff Allison           | 1, 3        |
| UDT Laystall Racing Team              | Lotus            | 18 18-21        | Climax FPF 1.5 L4                                                      | D     | Henry Taylor            | 1, 3-5, 7   |
| UDT Laystall Racing Team              | Lotus            | 18 18-21        | Climax FPF 1.5 L4                                                      | D     | Lucien Bianchi          | 4-5         |
| UDT Laystall Racing Team              | Lotus            | 18 18-21        | Climax FPF 1.5 L4                                                      | D     | Juan Manuel Bordeu      | 4           |
| UDT Laystall Racing Team              | Lotus            | 18 18-21        | Climax FPF 1.5 L4                                                      | D     | Masten Gregory          | 7-8         |
| Scuderia Ferrari SpA SEFAC            | Ferrari          | 156             | Ferrari 178 1.5 V6                                                     | D     | Richie Ginther          | 1-7         |
| Scuderia Ferrari SpA SEFAC            | Ferrari          | 156             | Ferrari 178 1.5 V6                                                     | D     | Phil Hill               | 1-7         |
| Scuderia Ferrari SpA SEFAC            | Ferrari          | 156             | Ferrari 178 1.5 V6                                                     | D     | Wolfgang von Trips      | 1-7         |
| Scuderia Ferrari SpA SEFAC            | Ferrari          | 156             | Ferrari 178 1.5 V6                                                     | D     | Olivier Gendebien       | 3           |
| Scuderia Ferrari SpA SEFAC            | Ferrari          | 156             | Ferrari 178 1.5 V6                                                     | D     | Willy Mairesse          | 6           |
| Scuderia Ferrari SpA SEFAC            | Ferrari          | 156             | Ferrari 178 1.5 V6                                                     | D     | Ricardo Rodríguez       | 7           |
| Scuderia Serenissima                  | Cooper De Tomaso | T51 F1          | Maserati 6-1500 1.5 L4 O.S.C.A. 372 1.5 L4 Alfa Romeo Giulietta 1.5 L4 | D     | Maurice Trintignant     | 1, 3-4, 6-7 |
| Scuderia Serenissima                  | Cooper De Tomaso | T51 F1          | Maserati 6-1500 1.5 L4 O.S.C.A. 372 1.5 L4 Alfa Romeo Giulietta 1.5 L4 | D     | Giorgio Scarlatti       | 4           |
| Scuderia Serenissima                  | Cooper De Tomaso | T51 F1          | Maserati 6-1500 1.5 L4 O.S.C.A. 372 1.5 L4 Alfa Romeo Giulietta 1.5 L4 | D     | Nino Vaccarella         | 7           |
| Écurie Maarsbergen                    | Porsche          | 718             | Porsche 547/3 1.5 Flat-4                                               | D     | Carel Godin de Beaufort | 2-7         |
| Écurie Maarsbergen                    | Porsche          | 718             | Porsche 547/3 1.5 Flat-4                                               | D     | Hans Herrmann           | 2           |
| H&L Motors                            | Cooper           | T53             | Climax FPF 1.5 L4                                                      | D     | Jackie Lewis            | 3-7         |
| Tony Marsh                            | Lotus            | 18              | Climax FPF 1.5 L4                                                      | D     | Tony Marsh              | 3, 5-6      |
| Scuderia Centro Sud (en)              | Cooper           | T53 T51         | Maserati 6-1500 1.5 L4                                                 | D     | Lorenzo Bandini         | 3, 5-7      |
| Scuderia Centro Sud (en)              | Cooper           | T53 T51         | Maserati 6-1500 1.5 L4                                                 | D     | Massimo Natili          | 5, 7        |
| FISA                                  | Ferrari          | 156             | Ferrari 178 1.5 V6                                                     | D     | Giancarlo Baghetti      | 4           |
| Bernard Collomb                       | Cooper           | T53             | Climax FPF 1.5 L4                                                      | D     | Bernard Collomb         | 4, 6        |
| Tim Parnell                           | Lotus            | 18              | Climax FPF 1.5 L4                                                      | D     | Tim Parnell             | 5, 7        |
| Gerry Ashmore                         | Lotus            | 18              | Climax FPF 1.5 L4                                                      | D     | Gerry Ashmore           | 5-7         |
| Louise Bryden-Brown                   | Lotus            | 18              | Climax FPF 1.5 L4                                                      | D     | Tony Maggs              | 5-6         |
| Gilby Engineering                     | Gilby            | 61              | Climax FPF 1.5 L4                                                      | D     | Keith Greene            | 5           |
| Scuderia Sant Ambroeus                | Ferrari          | 156             | Ferrari 178 1.5 V6                                                     | D     | Giancarlo Baghetti      | 5, 7        |
| JBW Cars                              | JBW              | 59              | Climax FPF 1.5 L4                                                      | D     | Brian Naylor            | 7           |
| Fred Tuck Cars                        | Cooper           | T45             | Climax FPF 1.5 L4                                                      | D     | Jack Fairman            | 7           |
| Scuderia Settecolli                   | De Tomaso        | F1              | O.S.C.A. 372 1.5 L4                                                    | D     | Roberto Lippi           | 7           |
| Isobele de Tomaso                     | De Tomaso        | F1              | Alfa Romeo Giulietta 1.5 L4                                            | D     | Roberto Bussinello      | 7           |
| Pescara Racing Team                   | Cooper           | T45             | Maserati 6-1500 1.5 L4                                                 | D     | Renato Pirocchi         | 7           |
| Gaetano Starrabba                     | Lotus            | 18              | Maserati 6-1500 1.5 L4                                                 | D     | Gaetano Starrabba       | 7           |
| Hap Sharp                             | Cooper           | T53             | Climax FPF 1.5 L4                                                      | D     | Hap Sharp               | 8           |
| John M Wyatt III                      | Cooper           | T53             | Climax FPF 1.5 L4                                                      | D     | Roger Penske            | 8           |
| J Wheeler Autosport                   | Lotus            | 18-21           | Climax FPF 1.5 L4                                                      | D     | Peter Ryan              | 8           |
| Jim Hall                              | Lotus            | 18              | Climax FPF 1.5 L4                                                      | D     | Jim Hall                | 8           |
| J Frank Harrison                      | Lotus            | 18              | Climax FPF 1.5 L4                                                      | D     | Lloyd Ruby              | 8           |
| Momo Corporation                      | Cooper           | T53             | Climax FPF 1.5 L4                                                      | D     | Walt Hansgen            | 8           |

## Résumé du championnat du monde 1961
Tous les observateurs prédisent une domination Ferrari, mais à Monaco, sur un circuit où la puissance pure ne peut s'exprimer, Stirling Moss s'impose devant l'armada Ferrari. Seul Ginther avec la Ferrari V6 120° (Hill et von Trips ont un V6 65°) lui résistera. 
À Zandvoort, von Trips fait triompher la Ferrari V6 120° devant son coéquipier Phil Hill. Malgré la belle résistance de Clark, le rouleau compresseur Ferrari se met en marche. Sur le rapide tracé de Spa-Francorchamps la Scuderia signe un quadruplé (Hill-von Trips-Ginther-Gendebien). En s'imposant, Hill prend les commandes du championnat devant von Trips. Le duel entre l'Américain et l'Allemand est lancé.
Au Grand Prix de France, disputé sur le circuit ultra-rapide de Reims, on attend une nouvelle domination du duo Hill-von Trips, mais à la surprise générale, l'Italien Giancarlo Baghetti s'impose, au volant d'une Ferrari V6 65° engagée par la Fédération italienne, pour sa toute première participation à une épreuve du championnat du monde. Baghetti signe un exploit appelé à rester dans les annales de la Formule 1. Parti en milieu de grille, il a profité d'une hécatombe chez les hommes forts du championnat et s'est imposé sur le fil devant la Porsche de Gurney. 
Le duel von Trips-Hill reprend à Aintree. Dominateur dans une course perturbée par la pluie, von Trips reprend pour deux petits points la tête du championnat à Hill. Au Nürburgring, comme à Monaco en début de saison, la domination Ferrari est contrariée par Moss, auteur d'une course d'anthologie sur sa Lotus privée. 
Pour l'avant-dernière épreuve de la saison, à Monza, beaucoup attendent le sacre mondial de Wolfgang von Trips. L'Allemand possède quatre points d'avance sur Hill et semble avoir pris un ascendant moral qui se confirme aux essais qualificatifs où il signe la pole position tandis que Hill est relégué en quatrième position derrière Ginther et le débutant mexicain Ricardo Rodríguez, tout juste âgé de 19 ans. Tout bascule au départ : mal parti, von Trips se retrouve piégé au milieu d'un petit peloton au moment d'aborder la Parabolique. Il s'accroche avec la Lotus de Jim Clark et est projeté hors de la piste. On dénombre quinze victimes, dont le pilote allemand. La course est remportée facilement par Hill, qui s'adjuge par la même occasion le titre mondial. 
À Watkins Glen pour le Grand Prix des États-Unis en l'absence des Ferrari (en signe de deuil), Innes Ireland s'impose à l'issue d'une course hécatombe. En signant ce qui restera son unique succès en championnat du monde, Ireland offre au Team Lotus sa toute première victoire puisque jusqu'à présent, seule l'équipe de Rob Walker (avec Moss au volant) avait fait triompher la marque britannique.

## Grands Prix de la saison 1961
| no  | Date         | Grand Prix                    | Lieu              | Vainqueur          | Écurie       | Pole position      | Record du tour               | Résumé |
| --- | ------------ | ----------------------------- | ----------------- | ------------------ | ------------ | ------------------ | ---------------------------- | ------ |
| 95  | 14 mai       | Grand Prix de Monaco          | Monaco            | Stirling Moss      | Lotus-Climax | Stirling Moss      | Stirling Moss Richie Ginther | Résumé |
| 96  | 22 mai       | Grand Prix des Pays-Bas       | Zandvoort         | Wolfgang von Trips | Ferrari      | Phil Hill          | Jim Clark                    | Résumé |
| 97  | 18 juin      | Grand Prix de Belgique        | Spa-Francorchamps | Phil Hill          | Ferrari      | Phil Hill          | Richie Ginther               | Résumé |
| 98  | 2 juillet    | Grand Prix de France          | Reims             | Giancarlo Baghetti | Ferrari      | Phil Hill          | Phil Hill                    | Résumé |
| 99  | 15 juillet   | Grand Prix de Grande-Bretagne | Aintree           | Wolfgang von Trips | Ferrari      | Phil Hill          | Tony Brooks                  | Résumé |
| 100 | 5 août       | Grand Prix d'Allemagne        | Nürburgring       | Stirling Moss      | Lotus-Climax | Phil Hill          | Phil Hill                    | Résumé |
| 101 | 16 septembre | Grand Prix d'Italie           | Monza             | Phil Hill          | Ferrari      | Wolfgang von Trips | Giancarlo Baghetti           | Résumé |
| 102 | 7 octobre    | Grand Prix des États-Unis     | Watkins Glen      | Innes Ireland      | Lotus-Climax | Jack Brabham       | Jack Brabham                 | Résumé |

## Classement des pilotes
| Classement | Pilote             | Pays             | Voiture       | Nombre de points |
| ---------- | ------------------ | ---------------- | ------------- | ---------------- |
| 1er        | Phil Hill          | États-Unis       | Ferrari       | 34 (38)          |
| 2e         | Wolfgang von Trips | Allemagne        | Ferrari       | 33               |
| 3e         | Stirling Moss      | Royaume-Uni      | Lotus-Climax  | 21               |
| 4e         | Dan Gurney         | États-Unis       | Porsche       | 21               |
| 5e         | Richie Ginther     | États-Unis       | Ferrari       | 16               |
| 6e         | Innes Ireland      | Royaume-Uni      | Lotus-Climax  | 12               |
| 7e         | Jim Clark          | Royaume-Uni      | Lotus-Climax  | 11               |
| 8e         | Bruce McLaren      | Nouvelle-Zélande | Cooper-Climax | 11               |
| 9e         | Giancarlo Baghetti | Italie           | Ferrari       | 9                |
| 10e        | Tony Brooks        | Royaume-Uni      | BRM-Climax    | 6                |
| 11e        | Jack Brabham       | Australie        | Cooper-Climax | 4                |
| 12e        | John Surtees       | Royaume-Uni      | Cooper-Climax | 4                |
| 13e        | Jackie Lewis       | Royaume-Uni      | Cooper-Climax | 3                |
| 14e        | Olivier Gendebien  | Belgique         | Ferrari       | 3                |
| 15e        | Joakim Bonnier     | Suède            | Porsche       | 3                |
| 16e        | Graham Hill        | Royaume-Uni      | BRM-Climax    | 3                |
| 17e        | Roy Salvadori      | Royaume-Uni      | Cooper-Climax | 2                |

## Classement des constructeurs
| Classement | Pays        | Voiture       | Nombre de points |
| ---------- | ----------- | ------------- | ---------------- |
| 1er        | Italie      | Ferrari       | 40               |
| 2e         | Royaume-Uni | Lotus-Climax  | 32               |
| 3e         | Allemagne   | Porsche       | 22               |
| 4e         | Royaume-Uni | Cooper-Climax | 14               |
| 5e         | Royaume-Uni | BRM-Climax    | 7                |

## Liste des Grands Prix disputés cette saison ne comptant pas pour le championnat du monde de Formule 1
| Nom                               | Circuit        | Date         | Vainqueur          | Constructeur     |
| --------------------------------- | -------------- | ------------ | ------------------ | ---------------- |
| IIe Lombank Trophy                | Snetterton     | 26 mars      | Jack Brabham       | Cooper-Climax    |
| IXe Glover Trophy                 | Goodwood       | 3 avril      | John Surtees       | Cooper-Climax    |
| XXIe Grand Prix de Pau            | Pau            | 3 avril      | Jim Clark          | Lotus-Climax     |
| IIIe Grand Prix de Bruxelles      | Parc du Heysel | 9 avril      | Jack Brabham       | Cooper-Climax    |
| IIe Grand Prix de Vienne          | Aspern         | 16 avril     | Stirling Moss      | Lotus-Climax     |
| VIe Aintree 200                   | Aintree        | 22 avril     | Jack Brabham       | Cooper-Climax    |
| XIe Grand Prix de Syracuse        | Syracuse       | 25 avril     | Giancarlo Baghetti | Ferrari          |
| XIXe Grand Prix de Naples         | Posillipo      | 14 mai       | Giancarlo Baghetti | Ferrari          |
| IXe London Trophy                 | Crystal Palace | 23 mai       | Roy Salvadori      | Cooper-Climax    |
| VIe Silver City Trophy            | Brands Hatch   | 3 juin       | Stirling Moss      | Lotus-Climax     |
| Solituderennen                    | Solitude       | 23 juillet   | Innes Ireland      | Lotus-Climax     |
| IIe Grand Prix de Rhodésie        | Bulawayo       | 30 juillet   | Ernest Pieterse    | Heron-Alfa Romeo |
| VIIe Kanonloppet                  | Karlskoga      | 20 août      | Stirling Moss      | Lotus-Climax     |
| IIe Grand Prix du Danemark        | Roskilde       | 26–27 août   | Stirling Moss      | Lotus-Climax     |
| XVe Grand Prix de Modène          | Modène         | 3 septembre  | Stirling Moss      | Lotus-Climax     |
| IIIe Flugplatzrennen              | Zeltweg        | 17 septembre | Innes Ireland      | Lotus-Climax     |
| VIIIe Gold Cup                    | Oulton Park    | 23 septembre | Stirling Moss      | Ferguson-Climax  |
| Ve Lewis-Evans Trophy             | Brands Hatch   | 1er octobre  | Tony Marsh         | BRM-Climax       |
| Ier Coppa Italia                  | Vallelunga     | 12 octobre   | Giancarlo Baghetti | Porsche          |
| Ve Grand Prix du Rand             | Kyalami        | 9 décembre   | Jim Clark          | Lotus-Climax     |
| Ier Grand Prix du Natal           | Westmead       | 17 décembre  | Jim Clark          | Lotus-Climax     |
| VIIIe Grand Prix d'Afrique du Sud | East London    | 26 décembre  | Jim Clark          | Lotus-Climax     |